# Semanu (plaats)
Semanu is een bestuurslaag in het regentschap Gunung Kidul van de provincie Jogjakarta, Indonesië. Semanu telt 14.931 inwoners (volkstelling 2010).